# Nazionale femminile di calcio del Kazakistan
La nazionale di calcio femminile del Kazakistan è la rappresentativa calcistica femminile internazionale del Kazakistan, gestita dalla locale federazione calcistica (KFF).
In base alla classifica emessa dalla FIFA il 15 marzo 2024, la nazionale femminile occupa il 102º posto del FIFA/Coca-Cola Women's World Ranking.
Costituita poco dopo l'indipendenza del paese, si affiliò inizialmente all'AFC, per poi passare all'UEFA nel 2002. Come membro dell'UEFA partecipa a vari tornei di calcio internazionali, come al Campionato mondiale FIFA, al Campionato europeo UEFA, ai Giochi olimpici estivi, e ai tornei a invito. Ha partecipato a tre edizioni della Coppa d'Asia.

## Storia

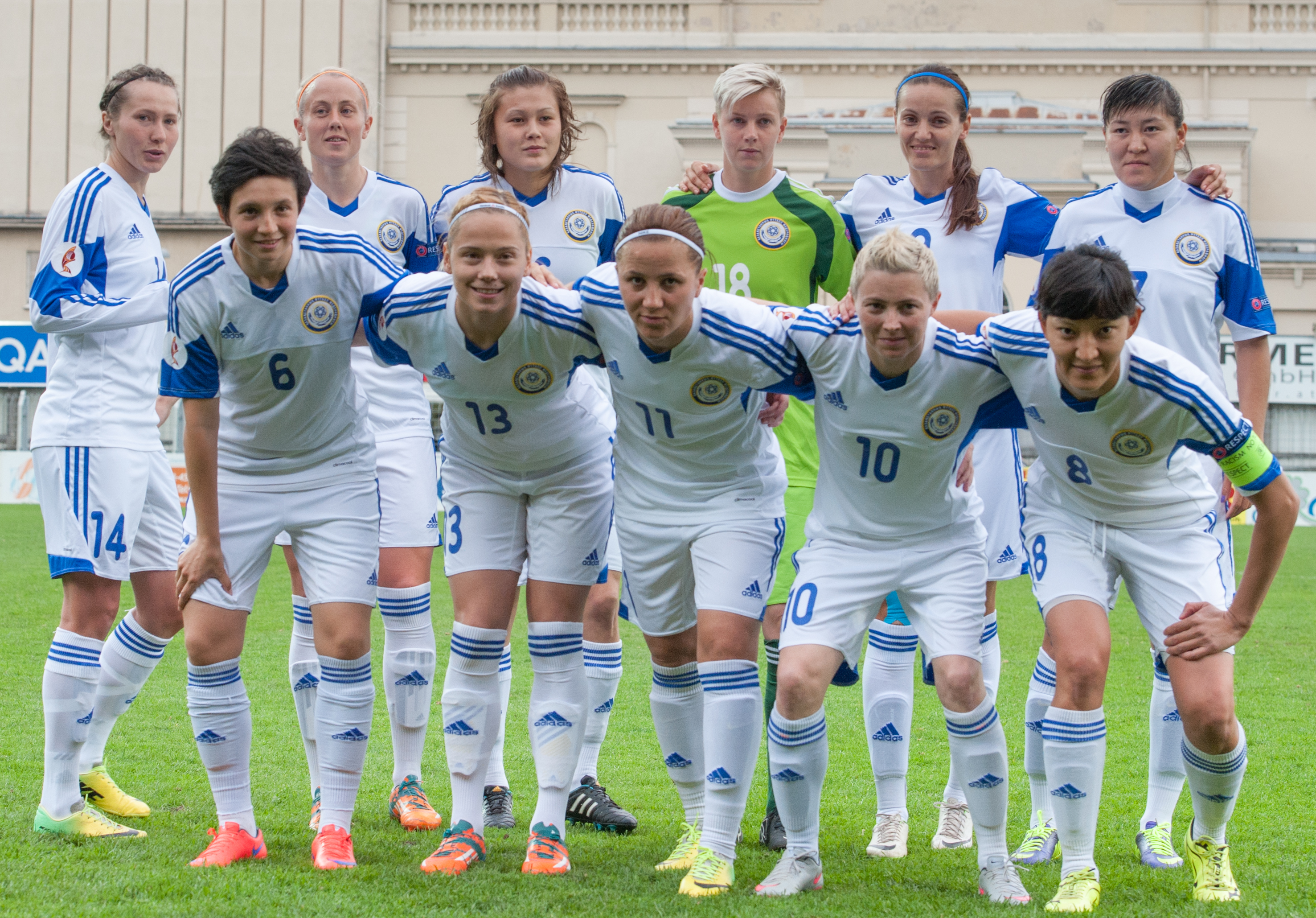
Formazione kazaka per la partita contro l'Austria il 6 aprile 2016.

Nata dopo l'indipendenza del paese, la federazione calcistica kazaka si affiliò inizialmente all'Asian Football Confederation (AFC). La nazionale femminile fece il suo esordio internazionale nel 1995, prendendo parte alla Coppa d'Asia. In questo torneo collezionò due pareggi a reti inviolate contro Hong Kong e Filippine e perse 7-0 contro la Cina, venendo così eliminata al termine della fase a gironi. Partecipò anche alle successive due edizioni, senza riuscire a superare la fase a gironi. Nella Coppa d'Asia 1997 perse 11-0 contro la Corea del Sud e 6-0 contro la Taipei cinese. Nel 1999, invece, vinse due partite, entrambe per 8-0 contro Hong Kong e  Guam, ma perdendo contro Cina e Corea del Sud venne eliminata.
Col cambio di affiliazione da parte della federazione kazaka dall'AFC all'UEFA nel 2002, la nazionale del Kazakistan passò a giocare le partite di qualificazione al campionato europeo, senza riuscire ad accedere alla fase finale.
Analogamente, nelle qualificazioni al campionato mondiale non riuscì a ottenere risultati di rilievo. Nelle qualificazioni al campionato mondiale 2019 vinse il gruppo 1 del turno preliminare superando Lettonia, Georgia ed Estonia, accedendo al turno principale. Qui, venne inserita nel gruppo 1 insieme a Inghilterra, Russia, Galles e Bosnia ed Erzegovina. Concluse il raggruppamento all'ultimo posto dopo aver vinto contro le bosniache e perso tutte le altre partite.

## Partecipazione ai tornei internazionali
Legenda: Grassetto: Risultato migliore, Corsivo: Mancate partecipazioni